# Parafia św. Jadwigi w Starych Strączach
Parafia św. Jadwigi w Starych Strączach – parafia rzymskokatolicka, terytorialnie i administracyjnie należąca do diecezji zielonogórsko-gorzowskiej, do dekanatu Sława, erygowana w 1945 roku. W parafii posługują księża diecezjalni.